# 德里富斯山
84°52′S 169°56′W / 84.867°S 169.933°W
德里富斯山（Mount Dryfoose），是南極洲的山峰，位於杜費克海岸，屬於利利山脈的一部分，長4公里，海拔高度超過1,600米，現時由南極條約體系管理。